# Kerk van de Heilige Procopius (Hamburg)
De Kerk van de Heilige Procopius (Duits: Kirche des heiligen Prokop, Russisch: Церковь Святого Прокопия Устюжского) is een russisch-orthodox kerkgebouw in Stellingen, een stadsdeel in het district Eimsbüttel, Hamburg. De kerk werd gewijd aan de heilige Procopius († 8 juli 1303, Veliki Oestjoeg), een koopman uit Lübeck die na zijn bekering tot het russisch-orthodoxe geloof als een heilige dwaas (Joerodivij) door het leven ging en heel zijn vermogen onder de armen verdeelde.

## Geschiedenis
Op 2 januari 1902 werd voor de in Hamburg woonachtige russisch-orthodoxe zakenlieden in een woonhuis een kapel ter ere van de heilige Nicolaas van Myra gewijd. Deze kapel was nog tot 1990 in gebruik.
Na de Tweede Wereldoorlog verbleven er veel vluchtelingen met een russisch-orthodox geloof in Hamburg. Het Britse militair bestuur stelde ten behoeve van de parochie een grondstuk met een huis en een barak ter beschikking. In deze barak werd de eerste Hamburger Procopiuskerk ingericht. In 1953 verhuisde aartsbisschop Philotheus naar Hamburg en daarmee kreeg de kerk een kathedrale status. In verband met de bouw van een school moest het kerkgebouw echter wijken en kreeg de parochie ter compensatie een stuk grond op de huidige locatie. Daar werd in de jaren 1961-1965 door de architecten Alexander S. Nürnberg en A.N. Serov een nieuwe Procopiuskerk in traditionele Russische stijl gebouwd. De wijding volgde in 1965.
Na een grondige restauratie van de koepels en de fresco's valt de kerk sinds 1994 onder monumentenzorg.

## Beschrijving
De architecten lieten zich bij het ontwerp inspireren door de stijl van de kerkenbouw in Novgorod. De plattegrond is vierkant met een apsis aan de oostelijke zijde. Het interieur is traditioneel vormgegeven. De muren en gewelven werden voorzien van fresco's van de hand van de schilder baron Nikolaj Bogdanovič von Meyendorff. In 1996 kreeg de kerk negen nieuwe klokken, die in het district Jaroslavl werden gegoten.